# Pieter Claesz
Pieter Claesz (Berchem, c. 1597 - Haarlem, 1 de gener de 1660) fou un pintor de l'Edat d'Or neerlandesa. Va dedicar-se principalment al gènere de la natura morta.

## Biografia
Va nàixer a Berchem, prop d'Anvers, on va ingressar al Gremi de Sant Lluc l'any 1620. Es traslladà a Haarlem l'any 1621, on va nàixer el seu fill, el pintor de paisatges Nicolaes Pieterszoon Berchem. Claesz i Willem Claeszoon Heda, qui també va treballar a Haarlem, es van erigir en els més importants exponents de l'"ontbijt" o quadre de desdejuni. Ambdós pintaven amb una paleta de colors tènues, gairebé monocromàtica i van fer del subtil tractament de la llum el seu principal mitjà d'expressió. Habitualment, Claesz tria objectes més quotidians que Heda, tot i que l'obra d'aquest últim esdevingué més acolorida i decorativa. Sovint, les natures mortes de Claesz suggereixen un propòsit al·legòric, amb calaveres que serveixen com a recordatori de la naturalesa mortal de l'home. Claesz i Heda van fundar una distingida tradició de pintura de natures mortes a Haarlem.

## Obra i influència
Claesz està registrat al Gremi de Sant Lluc de Haarlem com mestre del seu fill, Nicolaes Berchem, l'any 1634, però Nicolaes s'estimava més la pintura de paisatge que la de les natures mortes, i després d'un viatge per Itàlia esdevingué famós com a paisatgista, tot i que també va ser conegut pel seu talent musical. A més del seu fill, Claesz va ser mestre d'Evert van Aelst, Floris van Dyck, Christian Berentz, Floris van Schooten i Jan Jansz Treck.

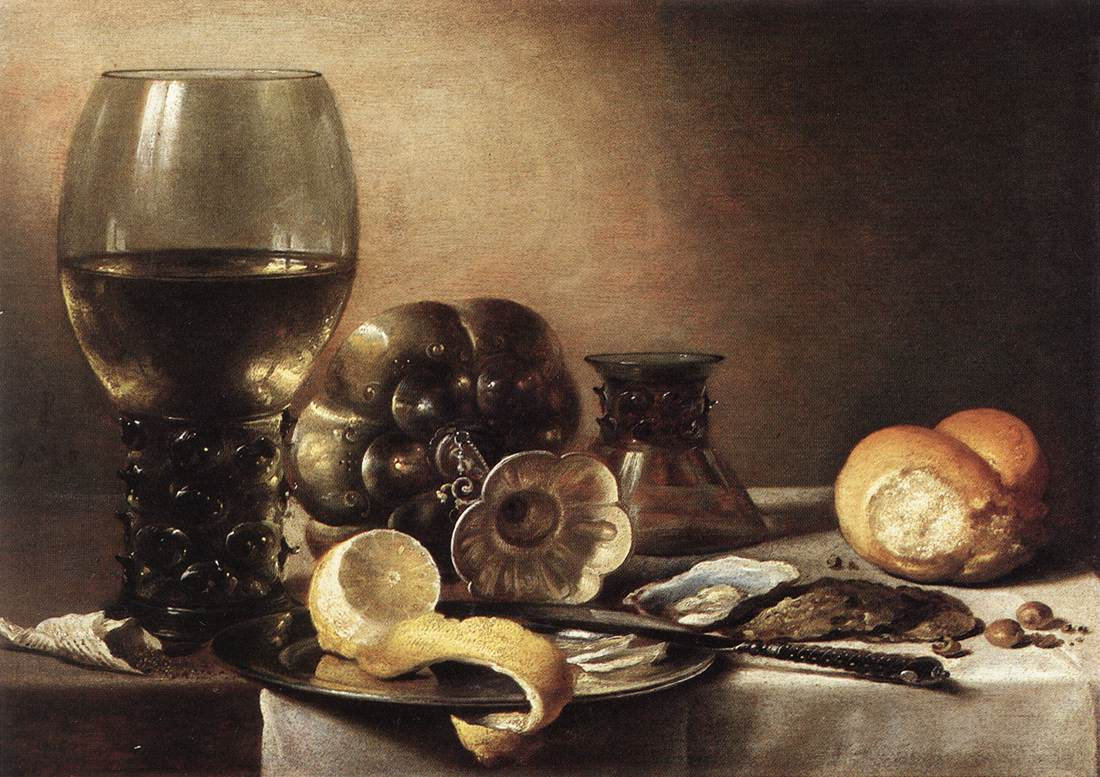
Natura morta (1633)
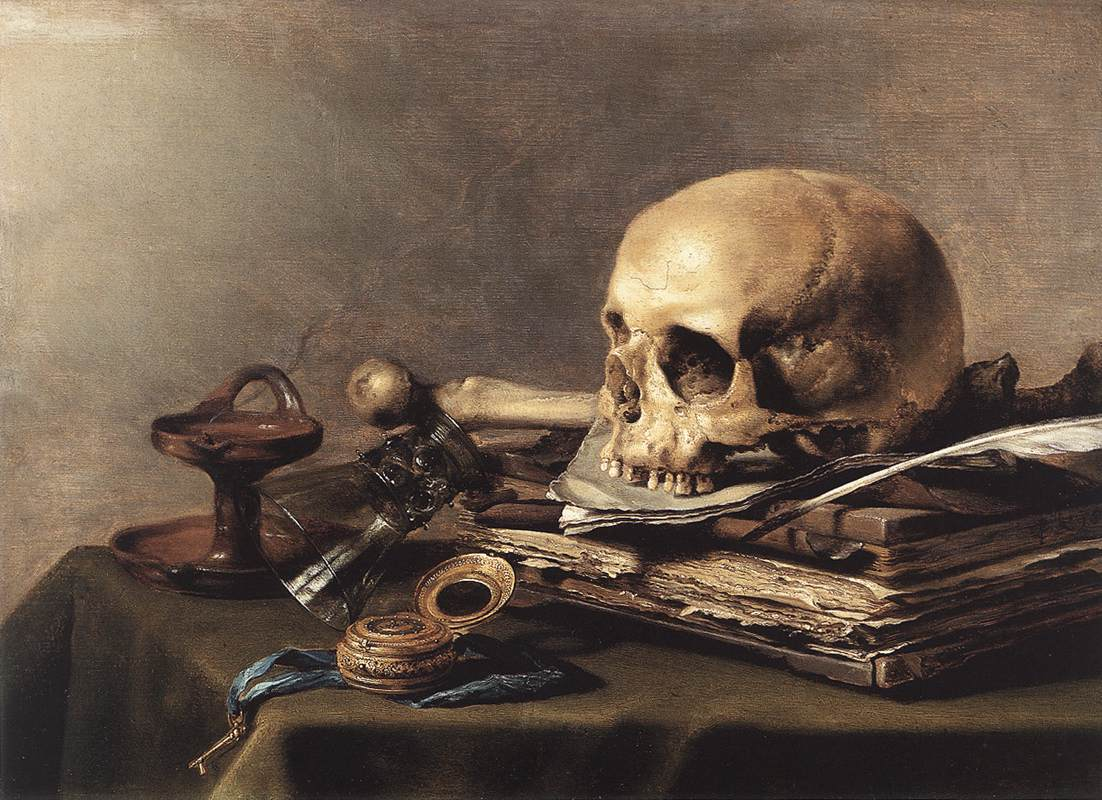
Natura morta, Vanitas
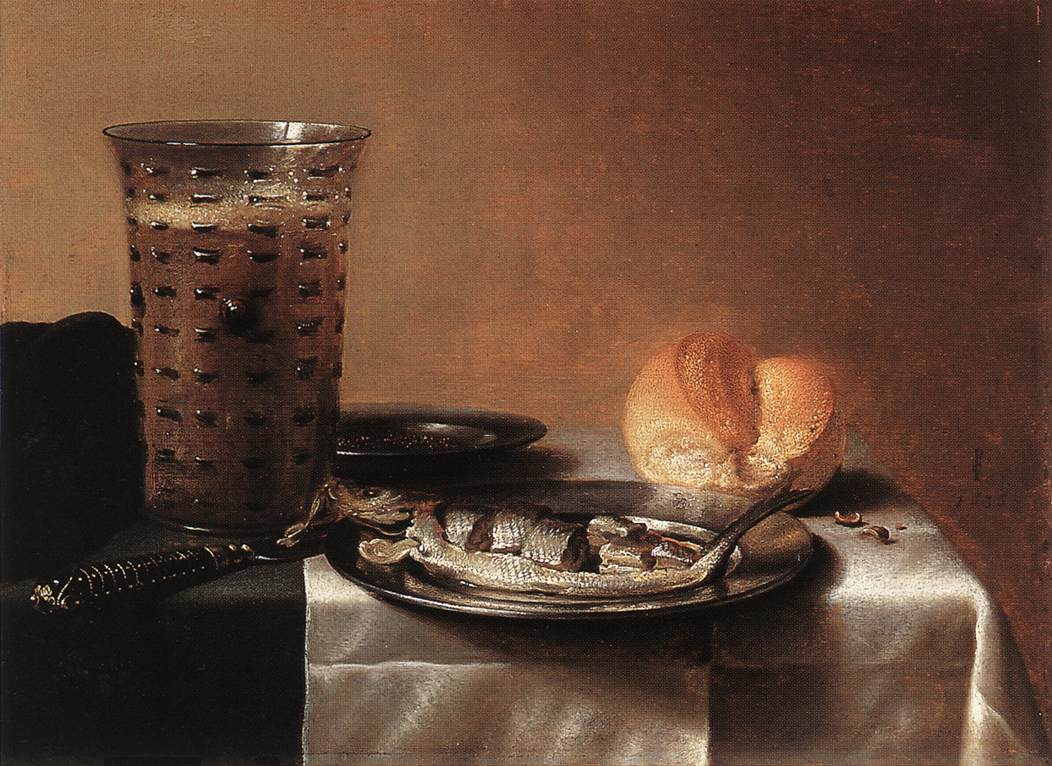
Natura morta d'arengs
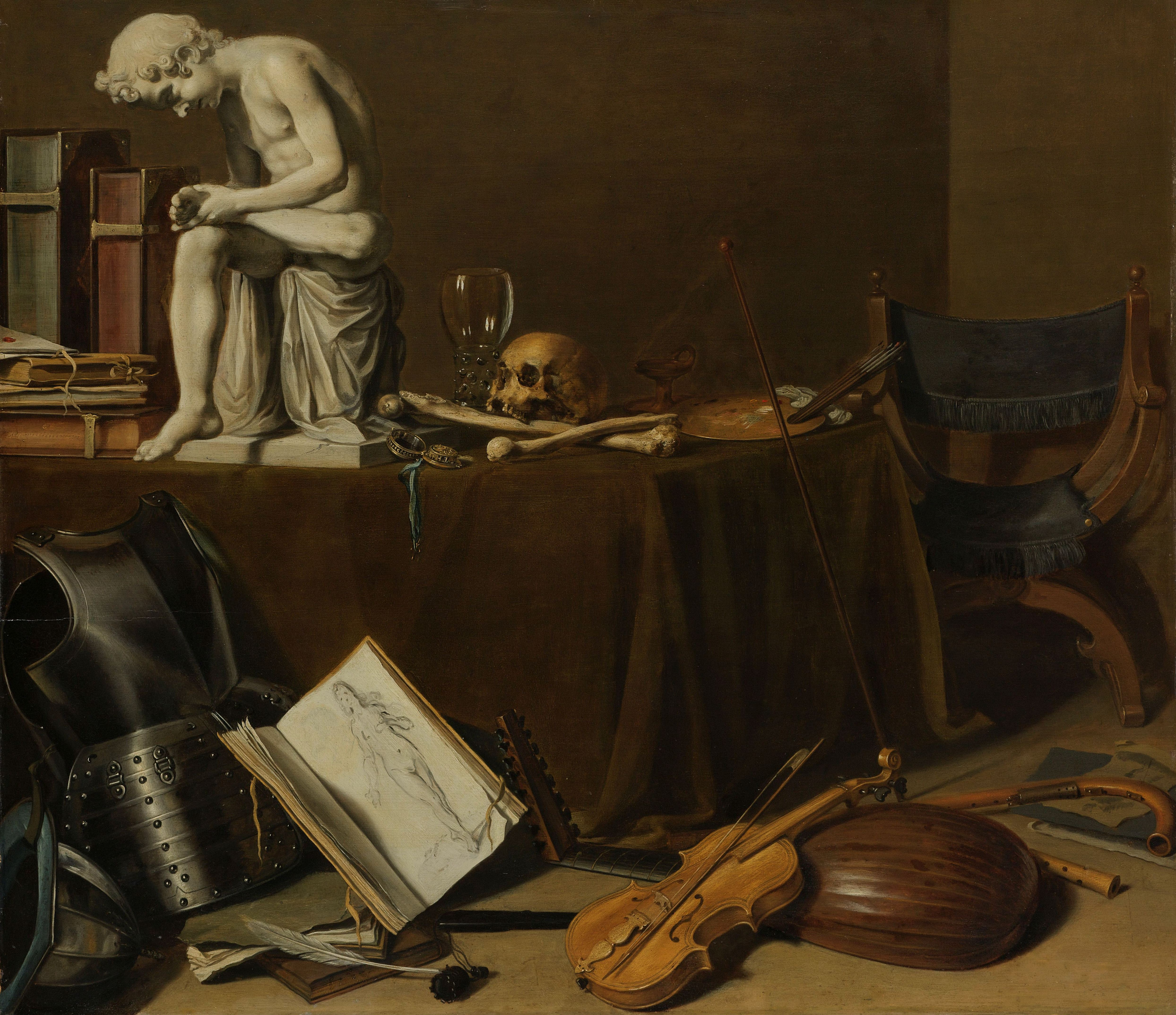
Vanitas
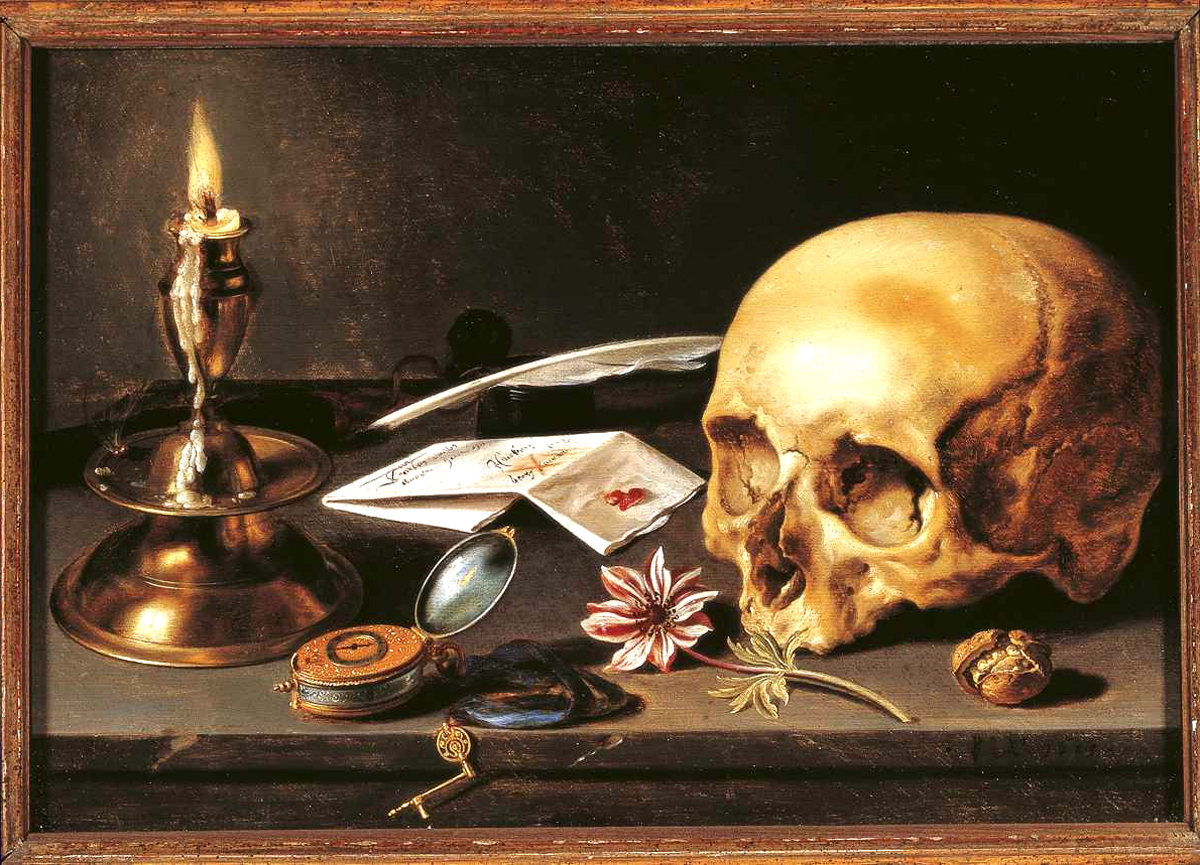
Vanitas